# 41458 Ramanjooloo
41458 Ramanjooloo este o planetă minoră (asteroid), cu un diametru de 4,199 km, din centura de asteroizi. A fost descoperită pe 5 iulie 2000 la Stația Anderson Mesa de Lowell Observatory Near-Earth-Object Search și a fost numită după Yudish Ramanjooloo⁠(d). 
Obiectul prezintă o orbită caracterizată de o semiaxă mare de 2,3552034843657 UAi, o excentricitate de 0,24589686898026, o înclinație de 3,8982276068386 ° în raport cu ecliptica.